# Karl Friedrich Becker
Pour les articles homonymes, voir Becker.
Karl Friedrich Becker est un écrivain prussien, né à Berlin en 1777, mort en 1806. 

## Biographie
Karl Friedrich Becker est l'auteur d'une Histoire universelle pour les enfants et pour leurs maîtres (9 volumes, in-8, Berlin, 1801-1805), qui eut plusieurs éditions et servit de base au cours d'histoire moderne de Maximilian Samson Friedrich Schöll.

## Œuvre
- Narrations tirées de l'histoire ancienne (1801)